# 1094
Високе Середньовіччя  •  Золота доба ісламу  •  Реконкіста  •  Київська Русь

## Геополітична ситуація
Візантію очолює Олексій I Комнін. Генріх IV є імператором Священної Римської імперії, а Філіп I — королем Франції.
Апеннінський півострів розділений між численними державами: північ належить Священній Римській імперії, середню частину займає Папська область, південна частина півострова окупована норманами. Деякі міста півночі: Венеція, Піза, Генуя, мають статус міст-республік.
Південь Піренейського півострова захопили Альморавіди. Північну частину півострова займають християнські Кастилія, Леон (Астурія, Галісія), Наварра, Арагон та Барселона. Королем Англії є Вільгельм II Рудий, Магнус III Босоніг королем Норвегії, а Олаф I королем Данії.
У Київській Русі княжить Святополк Ізяславич, а у Польщі Владислав I Герман. На чолі королівства Угорщина стоїть Ласло I.
Сельджуки окупували Персію та Малу Азію, в Єгипті владу утримують Фатіміди, у Магрибі панують Альморавіди, у Середній Азії правлять Караханіди, Газневіди втримують частину Індії. У Китаї продовжується правління династії Сун. На півдні Індії домінує Чола. В Японії триває період Хей'ан.

## Події
- Олег Святославич з підтримкою половців захопив Чернігів. Він розплатився зі своїми половецькими союзниками, віддавши їм Тмутороканське князівство, яке надалі в літописах не згадується.
- Великий князь київський Святополк II Ізяславич, не маючи більше сил вести війну, уклав мир з половцями і взяв у дружини дочку Тугоркана, хана половецького.
- У Шотландії Дункан, син Малькольма, скинув з престолу Дональда Бейна, однак його правління було недовгим. Через кілька місяців Дункан загинув від руки вбивці, а Дональд III повернувся на трон.
- Папа римський Урбан II зайняв Рим і прогнав з міста антипапу Климента III.
- Французького короля Філіпа I відлучено від церкви за бігамію та інцест.
- Сід Кампеадор взяв після довгої облоги Валенсію і почав правити як король. Спроби Альморавідів відбити місто завершилися невдачею.
- У Венеції освячено новий Собор святого Марка.
- Угорський король Ласло I заснував єпископство в Загребі. Це перша згадка про сучасну столицю Хорватії.
- Аббасидським халіфом став аль-Мустазхір.